# كارين هابر
كارين هابر (بالإنجليزية: Karen Haber)‏ (7 يناير 1955، برونكسفيل في الولايات المتحدة)؛ صحفية وروائية أمريكية.